# Iríni-Eléni Agathopoúlou
Iríni-Eléni Agathopoúlou (grec moderne : Ειρήνη-Ελένη Αγαθοπούλου), née en 1985, est une femme politique grecque.

## Biographie

### Engagement politique
Elle est membre de la SYRIZA.